# Bela (herceg)
Bela (?, oko 1249. – ?, 1269.), hrvatski herceg od 1261. do 1269. godine, iz dinastije Arpadovića. Bio je najmlađi sin hrvatsko-ugarskog kralja Bele IV. (1235. – 1270.) i kraljice Marije Laskaris. Otac ga je 1261. godine imenovao hercegom Slavonije, Hrvatske i Dalmacije, ali tu je dužnost preuzeo 1268. godine.
Godine 1264. oženio je Kunigundu Aksijansku, kćer brandenburškog markgrofa Otona III. († 1267.). Umro je mlad, a njegova udovica se preudala za vojvodu Walerana IV. od Limburga († 1279.).
| Prethodnik:          | Hrvatski herceg (1261. – 1269.) | Nasljednik:      |
| Bela (1245. – 1260.) | Hrvatski herceg (1261. – 1269.) | Ladislav (1270.) |